# Păsăreni
Păsăreni é uma comuna romena localizada no distrito de Mureș, na região histórica da Transilvânia. A comuna possui uma área de 30.18 km² e sua população era de 1763 habitantes segundo o censo de 2007.